# Bama (département)
Pour les articles homonymes, voir Bama.
Pour le village chef-lieu, voir Bama (Bama).
Bama est un département et une commune rurale du Burkina Faso, situé dans la province du Houet et la région des Hauts-Bassins.
En 2012, le département comptait 69 738 habitants (donnée consolidée du recensement général de population de 2006).

## Villages
Le département et la commune rurale de Bama se compose de 21 villages, dont le village chef-lieu homonyme (populations actualisées en 2006) :
- Badara (3 097 habitants)
- Bama (ou Vallée du Kou) (22 244 habitants)[2]
- Banahorodougou (890 habitants)
- Banakélédaga (1 670 habitants)
- Desso (3 137 habitants)
- Diaradougou (1 284 habitants)
- Kouroukan (1 055 habitants)
- Lanfièra (932 habitants)
- Natèma (2 295 habitants)
- Niéguéma (1 966 habitants)
- Samandéni (6 213 habitants)
- Sandimisso (405 habitants)
- Sangouléma (2 238 habitants)
- Saoulémi (596 habitants)
- Séguéré (6 009 habitants)
- Soungalodaga (7 085 habitants)
- Souroukoudougou (1 065 habitants)
- Tanwogoma (2 268 habitants)
- Toukoro (2 287 habitants)
- Yirwal (827 habitants)
- Ziga (2 175 habitants)